# Manolo Iglesias
Manolo Iglesias (España, 1956 - Madrid, 1994) fue un músico español, el batería fundador del grupo de rock and roll Tequila.

## Biografía
Una vez acabado su bagaje musical en el grupo se retira a Mallorca y a principios de los 90, vuelve a Madrid, donde continuó con su adicción a la heroína.
Unos años más tarde y ya enfermo, le pide a sus antiguos socios que no lo visiten cuando empeore.
Fallece de sida en junio de 1994, enfermedad que había contraído como consecuencia del intercambio de jeringuillas derivado de sus adicciones.